# Mesostenus fidalgoi
Mesostenus fidalgoi är en stekelart som beskrevs av Porter 1974. Mesostenus fidalgoi ingår i släktet Mesostenus och familjen brokparasitsteklar. Inga underarter finns listade i Catalogue of Life.